# John Galliano
Juan Carlos Antonio Galliano-Guillén (sinh ngày 28 tháng 11 năm 1960) là một nhà thiết kế thời trang người Anh. Ông là giám đốc sáng tạo của nhãn hiệu thời trang Christian Dior từ năm 1997 đến ngày 1 tháng 3 năm 2011.

## Tiểu sử và sự nghiệp
Sinh ra ở Gibraltar với cha là người Gibraltar và mẹ là người Tây Ban Nha. Galliano và gia đình chuyển tới Streatham nằm ở phía tây năm của thành phố London khi ông 6 tuổi và sau đó thì chuyển tới Brockley. Ông học tại trường St. Anthony's RC và Wilson's Grammar ở London sau đó ông học tại trường Central Saint Martins College of Art and Design, ông tốt nghiệp vào năm 1984 với bằng tốt nghiệp về chuyên ngành thiết kế thời trang. Sau đó,John nhanh chóng cho ra mắt bộ sưu tập đầu tiên của mình lấy cảm hứng từ cuộc Cách mạng Pháp mang tên Les Incroyables, Bộ sưu tập này nhanh chóng được giới thời trang đánh giá cao và được bày bán tại London fashion boutique Browns. Galliano thành lập hãng thời trang mang tên mình, sau đó ông hợp tác cùng Amanda Harlech lúc đó là stylish của tạp chí Harpers và Queen.
Ban đầu, nguồn tài chính để phát triển công ty của Gallliano là Johan Brun, nhưng sau khi kết thúc hợp đồng nguồn tài chính này chuyển sang Peder Bertelsen, một doanh nhân người Đan Mạch. Hợp đồng của ông với doanh nhân này kết thúc vào năm 1988, John tìm đến nhà thiết kế người Đức Faycal Amor chủ sở hữu của nhãn hiệu Plein Sud, người đã giúp đỡ ông sang Paris tìm cơ hội mới. Show diễn đầu tiên của nhãn hiệu mang tên ông diễn ra vào năm 1989 trong tuần lễ thời trang Paris.
Susannah Constantine đã làm việc cho Galliano, và ông cũng là người góp phần tạo nên danh tiếng cho nhà tư vấn và thiết kế thời trang này.

## Paris
Năm 1993, hợp đồng về tài chính của ông và Amor kết thúc, hãng thời trang của ông lâm vào hoàn cảnh khó khăn không thể cho ra mắt bộ sưu tập mới vào tháng 10. Tổng biên tập tạo chí Vogue Anna Wintour và Andre Leon Talley đã giúp ông tìm kiếm những mối quan hệ hợp tác làm ăn, nhờ những sự hợp tác này, John đã tiếp tục cho ra mắt các bộ sưu tập tiếp theo. Các siêu mẫu nổi tiếng như Kate Moss, Helena Christensen, Naomi Campbell và Linda Evangelista đều tham gia trình diễn cho nhãn hiệu John Galliano.
Vào tháng 7 năm 1995 ông được chỉ đinh là nhà thiết kế chính của nhẫn hiệu Givenchy, trở thành nhà thiết kế đầu tiên từ Anh chịu trách nhiệm thiết kế cho một thương hiệu thời trang cao cấp của Pháp. 21 tháng 1 năm 1996,Galliano ra mắt bộ sưu tập cao cấp của mình. Chưa đầy hai năm sau, vào ngày 14 tháng 10 năm 1996, Galliano được người đứng đầu Givenchy cho chuyển sang Christian Dior làm nhà thiết kế chính thay cho nhà thiết kế người Ý Gianfranco Ferre. Ông đã cho ra mắt bộ sưu tập cao cấp của Dior vào đúng ngày kỷ niệm 50 năm thành lập nhãn hiệu này.

## Buộc thôi việc
Ngày 25 tháng 2 năm 2011 Dior thông báo đã sa thải nhà thiết kế John Galliano sau khi ông bị bắt vì gây gổ và xúc phạm người Do Thái tại quán bar La Perle ở Paris. Cùng ngày, đoạn video được quay tại quán bar này được đưa lên mạng, trong video có cảnh John xúc phạm một nhóm phụ nữ người Ý và người Do Thái, trong video John đã có những lời lẽ nặng nề "Tôi yêu Hitler... Những người như bạn sẽ chết. mẹ của bạn, cha ông của bạn tất cả". Sự việc này xảy ra ngay trước thềm tuần lễ thời trang Paris Fall/Winter 2011 2012.
Natalie Portman nữ diễn viên vừa đạt giải Oscar vừa tham gia chiến dịch quảng cáo mới nhất cho Dior tỏ ra rất sốc bởi lẽ cô là một người gốc Do Thái, ngay sau khi biết về sự việc, cô phát biểu "Tôi hoàn toàn sốc và phẫn nộ bởi video của John Galliano. Tôi tự hào là một người Do Thái và sẽ không cộng tác với John Galliano nữa. Tôi hy vọng rằng ít nhất, những lời nói kinh khủng này sẽ nhắc nhở chúng ta suy nghĩ và đấu tranh chống các hành động mang tính chất định kiến, trái ngược lại với tất cả những điều tốt đẹp đang có".
Ngày 1 tháng 3 năm 2011, Giám đốc điều hành Dior cho biết Dior đã bắt đầu thực hiện các thủ tục sa thải đối với Galliano.
Vào ngày 4 tháng 3 năm 2011, show diễn của Dior được diến ra với sự mở đầu là bài phát biểu của giám đốc điều hành hãng, ông chia sẻ cảm thấy vô cùng tiếc nuối về hành động của John. Show diễn vẫn diễn ra bình thường, các người mẫu vẫn trình diễn các bộ quần áo của Galliano đã thiết kế, người mở đầu vẫn là Karlie Kloss nhưng cuối show là sự xuất hiện của các nhân viên hãng Dior. Bộ sưu tập này ngay tập tức được đánh giá cao sau khi ra moắt với những lời khen cho sự phối hợp màu sắc hợp lý kết hợp cùng cách sử dụng lông thú thông minh taoj cảm giác quý phái, sang trọng rất riêng của Dior. Khi show diễn được đưa lên Youtube những người yêu mến thời trang và Galliano ngay lập tức đã bày tỏ suy nghĩ của mình về show diễn và hầu hết đều tỏ ra tiếc nuối về sự ra đi của John. Khi show diễn được diễn ra, bên ngoài địa điểm tổ chức show, những người ủng hộ ông ăn mặc theo phong cách "John Galliano" và giơ cao tấm bảng ghi dòng chữ The King is gone.

### Truy tố
Galliano bị các công tố người Pháp kết tội và ông đã phải đối mặt với phiên tòa tại Paris vào ngày 2 tháng 3 năm 2011 với tội danh phân biệt chủng tộc và gây gổ. Galliano có thể phải đối mặt với hình phạt là giam giữu 6 tháng và nộp khoản tiền phạt €22,500 ($31,187). Galliano đã rời khỏi Pháp và đến một trung tâm tại Arizona. Tòa án xét xử ông có thể sẽ diễn ra vào tháng 4 hoặc tháng 6.

## Chú giải
1. 1 2  Le freak c'est chic (part two), Michael Spencer, guardian.co.uk, ngày 30 tháng 11 năm 2003
2. ↑  John Galliano Biography Lưu trữ ngày 27 tháng 2 năm 2011 tại Wayback Machine, the Biography Channel
3. ↑  "John Galliano" by Colin McDowell, page 74 - ISBN 0-297-81938-0
4. ↑  Interview with JOHN GALLIANO by Paula Reed, Grazia Magazine, London ngày 21 tháng 9 năm 2010
5. ↑  Just a couple of swells — observer.guardian.co.uk
6. ↑  "John Galliano suspended by Dior following arrest over 'anti". Bản gốc lưu trữ ngày 1 tháng 3 năm 2011. Truy cập ngày 10 tháng 3 năm 2015.
7. ↑  "Dior presents last collection by disgraced designer John Galliano". CBS. ngày 4 tháng 3 năm 2011. Lưu trữ bản gốc ngày 21 tháng 7 năm 2012. Truy cập ngày 5 tháng 3 năm 2011.

## Kiên kết ngoài
- Official Label's website Lưu trữ ngày 5 tháng 6 năm 2013 tại Wayback Machine
- Bản mẫu:Fashiondesigner
- John Galliano - IQONS Portrait Lưu trữ ngày 13 tháng 7 năm 2011 tại Wayback Machine
- British Design Museum Lưu trữ ngày 29 tháng 9 năm 2006 tại Wayback Machine
- "Interactive timeline of couture houses and couturier biographies". Victoria and Albert Museum.